# روبرت ماير بيرنت
روبرت ماير بيرنت (بالإنجليزية: Robert Meyer Burnett)‏ هو منتج أفلام ومخرج أمريكي، ولد في 15 مايو 1967 في سياتل في الولايات المتحدة.

## وصلات خارجية
- روبرت ماير بيرنت على موقع IMDb (الإنجليزية)
- روبرت ماير بيرنت على موقع ألو سيني (الفرنسية)
- روبرت ماير بيرنت على موقع أول موفي (الإنجليزية)
- روبرت ماير بيرنت على موقع قاعدة بيانات الأفلام السويدية (السويدية)
- روبرت ماير بيرنت على موقع قاعدة بيانات الفيلم (الإنجليزية)
- روبرت ماير بيرنت على موقع كينوبويسك (الروسية)